# Pravna zmota
Pravna zmota je pravni izraz, ki je v 31. členu Kazenskem zakoniku Republike Slovenije opredeljen:
1. Ni kazensko odgovoren storilec kaznivega dejanja, ki iz opravičenih razlogov ni vedel, da je to dejanje prepovedano.
2. Če bi se storilec zmoti lahko izognil, se sme kaznovati mileje.